# Eisothistos corallina
Eisothistos corallina is een pissebed uit de familie Expanathuridae. De wetenschappelijke naam van de soort is voor het eerst geldig gepubliceerd in 2000 door Kensley & Schotte.